# Sebastián Viera
Mario Sebastián Viera Galaín (Florida, 7 de marzo de 1983) es un exfutbolista y entrenador uruguayo nacionalizado colombiano. Jugaba en la posición de guardameta (al igual que su padre, Mario Viera).
Viera, es el portero con más goles de tiro libre en la Categoría Primera A con 11 anotaciones.
Viera, es considerado como uno de los máximos ídolos en la historia del Junior De Barranquilla por la hinchada y por la misma institución.Es el jugador que más partidos ha disputado con el Junior de Barranquilla con 638 participaciones. También es el jugador que más títulos ha ganado con el equipo. Posee siete títulos con la institución entre los que están los torneos Finalización 2011 y 2018, el Apertura 2019, la Copa Colombia en 2015 y 2017 y la Superliga en 2019 y 2020.
Adicionalmente, Viera también es uno de los pocos guardametas que ha tenido por lo menos 3 enfrentamientos con el astro Lionel Messi y que nunca recibió un gol del argentino, Messi no le pudo convertir ningún gol en la Liga de España.

## Trayectoria

### Club Nacional
Sebastián Viera dio sus primeros pasos en el fútbol de la ciudad de Florida, en los clubes Quilmes y Atlético Florida, pero fue en Nacional donde inició su carrera profesional, en 2004 bajo la dirección técnica de Santiago Ostolaza. En el club tricolor obtuvo el Campeonato Uruguayo de 2005, en forma invicta.

### Villarreal C.F.
Sus buenas actuaciones en el equipo del Parque Central llamaron la atención del Arsenal FC de Inglaterra. En la misma temporada en la que iba a jugar para el Arsenal, pasó a formar parte del Villarreal CF, cumpliendo destacadísimas actuaciones. Con el club de Villarreal, llegó a las semifinales de la Liga de Campeones.
El 7 de octubre de 2007, en el partido contra Osasuna de la 7.ª jornada de la Liga Española de Fútbol, Viera superó la marca de 389 minutos de Pepe Reina y se convirtió en el portero con más minutos con el arco invicto en la historia del Villarreal C.F.. Superó la marca anterior en 3 minutos, alcanzando los 392 minutos sin recibir goles.

### AE Larisa
A inicios de 2010 es contratado por el AE Larisa de Grecia en donde juega durante todo el año.

### Junior de Barranquilla
En enero de 2011 es contratado por Atlético Junior para jugar la Copa Libertadores del mismo año, sin embargo, el equipo no logra tener una buena actuación, siendo eliminado en octavos de final. Para el segundo semestre del año decide continuar en Junior, equipo con el cual es campeón del Torneo Finalización 2011 del fútbol colombiano, título en el que el uruguayo tuvo mucho que ver, al ser la figura en las semifinales contra Millonarios FC y en la final contra Once Caldas en los 90 minutos del partido de vuelta (no pudo jugar la ida por suspensión) y ya en la tanda de penales, tras haber atajado un cobro en las definiciones desde el punto penal, finalizando un excelente partido en Manizales. A finales del 2011 Viera renueva por dos años más con Atlético Junior.

#### 2012
Durante el año 2012, el equipo disputó la Superliga de Colombia contra Club Atlético Nacional, perdiéndola, además, jugó los cuadrangulares semifinales en el Torneo Finalización 2012 (Colombia), quedando tercero del grupo. A finales del 2012 se le nombró capitán del equipo rojiblanco para el 2013. Después de finalizar el 2013 donde el club no logró clasificarse a una copa internacional (ni ganar un título) el Junior compró por 450.000 dólares la mitad del pase de Viera que la pertenecía al AE Larisa con lo que se le renovó el contrato por 3 años más hasta diciembre de 2016 rechazando ofertas del Boca Juniors, River Plate, SE Palmeiras, Colo-Colo y de los equipos españoles Sevilla y Valladolid.

#### 2015: Título de Copa Colombia
El 30 de septiembre de 2015, el arquero uruguayo tuvo una gran actuación al atajar 3 penales en la serie de semifinales de la Copa Colombia 2015 ante el Independiente Medellín en el Estadio Atanasio Girardot, logrando así clasificar el equipo a la gran final de este certamen.
El 19 de noviembre conseguiría su segundo título con el Atlético Junior ganando la Copa Colombia 2015 con una excelente actuación frente al Club Independiente Santa Fe en la ciudad de Bogotá, logrando así cortar una racha de varios años sin poder levantar un título con el equipo tiburón.

#### 2016
El 2 de junio de 2016, en el Estadio Metropolitano Roberto Meléndez, durante la disputa de las semifinales del Torneo Apertura 2016, Viera se convirtió en la figura al marcar el gol al minuto 20 del segundo tiempo contra Millonarios FC, convirtiéndose así en el primer arquero en la historia del Atlético Junior en marcar de tiro libre.

#### 2017: La segunda Copa
Durante el transcurso del año 2017, Viera se convirtió en el extranjero con más partidos jugados en el Junior superando al brasileño Othon Dacunha, uno de los máximos ídolos del club, el cual jugó 333 partidos en el equipo de Barranquilla.
El 8 de noviembre se consagra campeón por tercera vez, consiguiendo su segundo título de Copa Colombia 2017 en la que derrotaron 3 por 1 en el final al Independiente Medellín, lo que daba inicio a una de las épocas más gloriosas en la historia del club, al empezar a construir una costumbre ganadora en Colombia, Aunque al final de la temporada no se alcanzaron los objetivos planteados, el equipo siguió con la idea de construir un proyecto que diera sus frutos pronto, debido al gran nivel que mostró durante el torneo. Además de haber llegado, por primera vez en su historia, a la semifinal de la Copa Sudamericana 2017, siendo eliminado por Flamengo por un marcador global de 4-1.

#### 2018: Primera final internacional
En la Copa Libertadores 2018 queda en el cruce contra Club Olimpia por la fase 2 ganando en el marcador global por 3-2, ya en la fase 3, queda en el cruce contra Guaraní, ganando por un global de 1-0 y avanzando así a la fase de grupos, quedando tercero y siendo enviado a los dieciseisavos de final de la Copa Sudamericana 2018
El 25 de agosto de 2018 marca el gol de victoria 2 por 1 sobre el Independiente Medellín por Liga, marcando gol de tiro libre por debajo de la barrera siendo le figura del partido y convirtiéndose en el arquero con más goles de tiro libre (6) en el Fútbol Colombiano.
Su participación en este torneo fue muy destacada, siendo figura y capitán del equipo que llegaría a la final del torneo, perdiéndola en la tanda de penaltis contra Atlético Paranaense debido a que el marcador global terminó 2-2 en los 180 minutos de juego reglamentarios.
El 16 de diciembre de 2018, se corona de nuevo campeón de la Liga Águila, contra un difícil rival como Medellín, que los superó 3-1, pero en el global se llevaron la ventaja 5-4 y así colgándose la octava estrella para Junior, esto cortaría la racha de 7 años sin ganar un torneo local para Viera y el conjunto tiburón.

#### 2019: La Superliga y el Bicampeonato
El 27 de enero de 2019, se corona campeón de Superliga de Colombia con Junior, al vencer por penales 3-0 al Deportes Tolima en la ciudad de Ibagué donde Sebastián atajo los 3 penales que le lanzaron, luego de un global de 2-2. Esto significó el primer título de Superliga para Viera y el número 5 en su carrera en Junior de Barranquilla.
El 12 de junio en Bogotá alcanza el bicampeonato con el club, al ganar en la tanda de tiros desde el punto penal al Deportivo Pasto, quien ejercía la localía en dicha ciudad por temas logísticos en su sede habitual del municipio de Ipiales. Sebastián Viera logró así su sexto título con el Junior de Barranquilla siendo el jugador más exitoso en la historia del club, que a su vez aumentó a nueve su palmarés en la liga colombiana.
El 13 de julio de 2019, por la primera fecha del torneo finalización, alcanza a Dulio Miranda como el jugador con más partidos en la historia de la institución, llegando a la cifra de 440 partidos. 

#### 2020: El Bicampeonato de la Superliga
El 11 de septiembre de 2020 consiguió su segundo título de Superliga al ganar la Superliga de Colombia 2020 tras derrotar 0-2 a América de Cali en Cali, tras el 1-2 de la ida en Barranquilla.

#### 2022: 600 partidos en Junior
El 23 de julio de 2022 por la fecha 4 del Torneo Finalización alcanza la cifra de 600 partidos jugados con el Junior de Barranquilla en la victoria 2-0 de su equipo contra Independiente Santa Fe. Con ello se convirtió en el tercer jugador en la historia del fútbol colombiano en lograr dicha marca con un mismo club, además de ser el primer extranjero en conseguirlo.

#### 2023: Salida de Junior
El 1 de junio del 2023 Junior anunció la Salida de Viera anticipadamente tras haber tenido contrato hasta diciembre del 2023, finalizando cómo uno de los máximos ídolos del Junior como el Jugador con más Partidos y con más títulos 7: (3 de liga, 2 de superliga y 2 de copa) sumándole a eso un subcampeonato de Copa Sudamericana
El 8 de julio del 2023 se le hizo un partido de despedida a Viera como portero del Junior, el partido de despedida terminó 5-0 ganando Junior vs Amigos de Viera, en el cual Viera marcó un gol de tiro libre

## Selección nacional
En juveniles, participó en el Campeonato Sudamericano Sub-20 de 2003 realizado en febrero en Uruguay. El entrenador era Jorge Orosmán Da Silva y el arquero titular era Martín Silva de Defensor Sporting. La selección uruguaya sub-20 clasificó a la fase final, pero en ella la participación fue mala: obtuvo una sola victoria (contra Ecuador), un empate (contra Argentina) y perdió los otros 3 partidos y quedó eliminada de la Copa Mundial Sub-20 de ese mismo año. 
Martín Silva fue el arquero titular durante todo el campeonato, excepto en el último partido, contra Brasil, que significó el estreno de Sebastián Viera.
El debut de Sebastián Viera en la selección absoluta fue una gran sorpresa. Para la Copa América de 2004 en Perú, los arqueros convocados eran Fabián Carini y Luis Barbat. El mismo día del debut de Uruguay contra México, y debido a una lesión de Fabián Carini, el entrenador Jorge Fossati convocó de urgencia a Sebastián Viera.
En los tres partidos del grupo B (contra México, Ecuador y Argentina), el arquero titular fue Luis Barbat. Pero sus actuaciones no conformaron al entrenador y para el partido de cuartos de final, contra Paraguay, se produjo el debut de Sebastián Viera en el arco de la selección mayor. Con el triunfo 3-1 vino la clasificación a la semifinal contra Brasil que terminó 1-1 y fue victoria por penales de Brasil.
Para el partido por el tercer puesto, contra Colombia, Jorge Fossati armó un equipo con los jugadores que menos habían participado en la Copa y, entonces, Luis Barbat volvió al arco.
Al retomarse la competición de las Eliminatorias, Viera pasó a ser el titular del arco Celeste y Fabián Carini, el suplente. Esto fue así durante 8 fechas seguidas. Luego vino el traspaso de Viera de Nacional de Montevideo a Villarreal CF y en ese período, los papeles se invirtieron y Fabián Carini recuperó la titularidad.
Más tarde, con el advenimiento del Óscar Washington Tabárez en la dirección técnica de la selección, Viera no fue tenido en cuenta por varios partidos. Recién volvió al arco Celeste en el segundo tiempo del amistoso contra Libia en febrero de 2009.
En estas eliminatorias debido a la lesión de Castillo, Viera retomó la titularidad, pero en el partido contra Brasil no tuvo una buena tarde y fue criticado duramente por la prensa local y por la hinchada, que en el mismo partido lo silbó cada vez que tenía la pelota.

### Detalles de sus participaciones con la selección nacional
|    | Rival      | Res. | Fecha    | Lugar                   | Motivo                                 | Entrenador               | Equipo              | Observaciones                                 |
| -- | ---------- | ---- | -------- | ----------------------- | -------------------------------------- | ------------------------ | ------------------- | --------------------------------------------- |
| 1  | Paraguay   | 3-1  | 18/07/04 | Tacna, Perú             | Copa América, Cuartos de final         | Jorge Fossati            | Nacional            |                                               |
| 2  | Brasil     | 1-1  | 21/07/04 | Lima, Perú              | Copa América, Semifinal                | Jorge Fossati            | Nacional            | Ganó Brasil 5-3 en def. por penales.          |
| 3  | Ecuador    | 1-0  | 05/09/04 | Montevideo, Uruguay     | Eliminatoria C. del Mundo (8.ª fecha)  | Jorge Fossati            | Nacional            |                                               |
| 4  | Argentina  | 2-4  | 09/10/04 | Buenos Aires, Argentina | Eliminatoria C. del Mundo (9.ª fecha)  | Jorge Fossati            | Nacional            |                                               |
| 6  | Bolivia    | 0-0  | 12/10/04 | La Paz, Bolivia         | Eliminatoria C. del Mundo (10.ª fecha) | Jorge Fossati            | Nacional            |                                               |
| 6  | Paraguay   | 1-0  | 17/11/04 | Montevideo, Uruguay     | Eliminatoria C. del Mundo (11.ª fecha) | Jorge Fossati            | Nacional            |                                               |
| 7  | Chile      | 1-1  | 26/03/05 | Santiago de Chile       | Eliminatoria C. del Mundo (12.ª fecha) | Jorge Fossati            | Nacional            |                                               |
| 8  | Brasil     | 1-1  | 30/03/05 | Montevideo, Uruguay     | Eliminatoria C. del Mundo (13.ª fecha) | Jorge Fossati            | Nacional            |                                               |
| 9  | Venezuela  | 1-1  | 04/06/05 | Maracaibo, Venezuela    | Eliminatoria C. del Mundo (14.ª fecha) | Jorge Fossati            | Nacional            |                                               |
| 10 | Perú       | 0-0  | 07/06/05 | Lima, Perú              | Eliminatoria C. del Mundo (15.ª fecha) | Jorge Fossati            | Nacional            |                                               |
| 11 | Inglaterra | 1-2  | 01/03/06 | Liverpool, Inglaterra   | Amistoso                               | Gustavo Ferrín           | Villarreal CF (ESP) | Entró en el segundo tiempo por Fabián Carini. |
| 12 | Libia      | 3-2  | 11/02/09 | Trípoli, Libia          | Amistoso                               | Óscar Washington Tabárez | Villarreal CF (ESP) | Entró en el segundo tiempo por Fabián Carini. |
| 13 | Paraguay   | 2-0  | 28/03/09 | Montevideo, Uruguay     | Eliminatoria C. del Mundo (11.ª fecha) | Óscar Washington Tabárez | Villarreal CF (ESP) |                                               |
| 14 | Chile      | 0-0  | 01/04/09 | Santiago, Chile         | Eliminatoria C. del Mundo (12.ª fecha) | Óscar Washington Tabárez | Villarreal CF (ESP) |                                               |
| 15 | Brasil     | 0-4  | 06/06/09 | Montevideo, Uruguay     | Eliminatoria C. del Mundo (13.ª fecha) | Óscar Washington Tabárez | Villarreal CF (ESP) |                                               |

### Resumen de su participación en la selección nacional
De los 15 partidos en los que participó Sebastián Viera, Uruguay ganó 6 (40%), empató 6 (40%) y perdió 3 (20%).
De esos 15, 2 fueron amistosos y 13 oficiales.
De los oficiales ganó 5 (38,5%), empató 6 (46,1%) y perdió 2 (15,4%).
Los partidos oficiales se dividen en: 2 por Copa América de 2004 en Perú, 8 por las eliminatorias para la Copa Mundial de Fútbol de 2006 y 3 por las eliminatorias para la Copa Mundial de Fútbol de 2010.
Fue titular en todas sus participaciones en partidos oficiales e ingresó en el segundo tiempo, sustituyendo a Fabián Carini en los 2 partidos amistosos.
En total recibió 16 goles.
Participaciones en Copa América
| Copa              | Sede | Resultado    | Partidos |
| ----------------- | ---- | ------------ | -------- |
| Copa América 2004 | Perú | Tercer lugar | 2        |

## Estadísticas como jugador

#### Clubes
Actualizado al último partido disputado el 26 de marzo de 2023.
| Nacional · Uruguay | 1.ª           | 2003          | 16  | 0  | —  | — | —   | — | 16  | 0  |
| Nacional · Uruguay | 1.ª           | 2004          | 26  | 0  | —  | — | 8   | 0 | 34  | 0  |
| Nacional · Uruguay | 1.ª           | 2005          | 16  | 0  | —  | — | 5   | 0 | 21  | 0  |
| Nacional · Uruguay | Total club    | Total club    | 58  | 0  | —  | — | 13  | 0 | 71  | 0  |
| Villarreal CF · España | 1.ª           | 2005-06       | 29  | 0  | —  | — | 10  | 0 | 39  | 0  |
| Villarreal CF · España | 1.ª           | 2006-07       | 28  | 0  | 1  | 0 | —   | — | 29  | 0  |
| Villarreal CF · España | 1.ª           | 2007-08       | 18  | 0  | 1  | 0 | —   | — | 19  | 0  |
| Villarreal CF · España | 1.ª           | 2008-09       | —   | —  | 2  | 0 | 1   | 0 | 3   | 0  |
| Villarreal CF · España | Total club    | Total club    | 75  | 0  | 4  | 0 | 11  | 0 | 90  | 0  |
| AE Larisa · Grecia | 1.ª           | 2010-I        | 14  | 0  | —  | — | —   | — | 14  | 0  |
| AE Larisa · Grecia | 1.ª           | 2010-II       | 6   | 0  | —  | — | —   | — | 6   | 0  |
| AE Larisa · Grecia | Total club    | Total club    | 20  | 0  | —  | — | —   | — | 20  | 0  |
| Junior · Colombia | 1.ª           | 2011          | 32  | 0  | 9  | 0 | 5   | 0 | 46  | 0  |
| Junior · Colombia | 1.ª           | 2012          | 40  | 0  | 2  | 0 | 4   | 0 | 46  | 0  |
| Junior · Colombia | 1.ª           | 2013          | 40  | 0  | 2  | 0 | —   | — | 42  | 0  |
| Junior · Colombia | 1.ª           | 2014          | 40  | 0  | 10 | 0 | —   | — | 50  | 0  |
| Junior · Colombia | 1.ª           | 2015          | 45  | 0  | 8  | 0 | 4   | 0 | 57  | 0  |
| Junior · Colombia | 1.ª           | 2016          | 41  | 2  | 3  | 0 | 8   | 1 | 52  | 3  |
| Junior · Colombia | 1.ª           | 2017          | 38  | 2  | 8  | 0 | 12  | 0 | 58  | 2  |
| Junior · Colombia | 1.ª           | 2018          | 35  | 1  | 3  | 0 | 19  | 0 | 57  | 1  |
| Junior · Colombia | 1.ª           | 2019          | 50  | 1  | 3  | 0 | 6   | 0 | 59  | 1  |
| Junior · Colombia | 1.ª           | 2020          | 23  | 0  | 4  | 0 | 12  | 1 | 39  | 1  |
| Junior · Colombia | 1.ª           | 2021          | 45  | 3  | 1  | 0 | 12  | 0 | 58  | 3  |
| Junior · Colombia | 1.ª           | 2022          | 48  | 1  | 7  | 0 | 8   | 0 | 63  | 1  |
| Junior · Colombia | 1.ª           | 2023          | 10  | 1  | 0  | 0 | 1   | 0 | 11  | 1  |
| Junior · Colombia | Total club    | Total club    | 487 | 11 | 60 | 0 | 91  | 2 | 638 | 13 |
| Total carrera | Total carrera | Total carrera | 640 | 11 | 64 | 0 | 115 | 2 | 819 | 13 |
| (1) Incluye datos de la Copa Colombia . (2) Incluye datos de Copa Libertadores. (3) No incluye goles en partidos amistosos. |               |               |     |    |    |   |     |   |     |    |

#### Selección
| Selección | Temporada     | Amistosos | Amistosos | Amistosos | Sudamérica1 | Sudamérica1 | Sudamérica1 | Mundial | Mundial | Mundial | Total | Total | Total | Media goleadora |
| Selección | Temporada     | PJ        | GR        | Imb.      | PJ          | GR          | Imb.        | PJ      | GR      | Imb.    | PJ    | GR    | Imb.  | Media goleadora |
| --- | ------------- | --------- | --------- | --------- | ----------- | ----------- | ----------- | ------- | ------- | ------- | ----- | ----- | ----- | --------------- |
| Sub-20 · Uruguay | 2003          | —         | —         | —         | 1           | -2          | 0           | —       | —       | —       | 1     | -2    | 0     | 2.00            |
| Sub-20 · Uruguay | Total         | 0         | 0         | 0         | 1           | -2          | 0           | 0       | 0       | 0       | 1     | -2    | 0     | 2.00            |
| Adulta · Uruguay | 2004          | —         | —         | —         | 6           | -6          | 3           | —       | —       | —       | 6     | -6    | 3     | 1.00            |
| Adulta · Uruguay | 2005          | —         | —         | —         | 4           | 3           | 1           | —       | —       | —       | 4     | -3    | 1     | 0.75            |
| Adulta · Uruguay | 2006          | 1         | -2        | 0         | —           | —           | —           | —       | —       | —       | 1     | -2    | 0     | 2.00            |
| Adulta · Uruguay | 2009          | 1         | -2        | 0         | 3           | -4          | 2           | —       | —       | —       | 4     | -6    | 2     | 1.50            |
| Adulta · Uruguay | Total         | 2         | -4        | 0         | 13          | -13         | 6           | 0       | 0       | 0       | 15    | -17   | 6     | 1.13            |
| Total carrera | Total carrera | 2         | -4        | 0         | 14          | -15         | 6           | 0       | 0       | 0       | 16    | -19   | 6     | 1.18            |
| (1) Incluye los partidos del: Campeonato Sudamericano (2003) / Copa América (2004) / Clasificatorias Sudamericanas (2006-2010) |               |           |           |           |             |             |             |         |         |         |       |       |       |                 |

#### Goles anotados
| #  | Fecha                    | Torneo            | Partido                           | Modo       | Arquero Rival   |
| -- | ------------------------ | ----------------- | --------------------------------- | ---------- | --------------- |
| 1  | 3 de junio de 2016       | Primera A         | Junior 2-0 Millonarios            | Tiro libre | Nicolás Vikonis |
| 2  | 16 de agosto de 2016     | Copa Sudamericana | Junior 2-1 Deportivo Lara         | Tiro libre | Edgar Pérez     |
| 3  | 8 de octubre de 2016     | Primera A         | Junior 2-2 Patriotas Boyacá       | Tiro libre | Alejandro Otero |
| 4  | 4 de abril de 2017       | Primera A         | Junior 2-1 Cortuluá               | Tiro libre | Germán Caffa    |
| 5  | 19 de noviembre de 2017  | Primera A         | Junior 1-0 Deportivo Pasto        | Tiro libre | Andrés Mosquera |
| 6  | 25 de agosto de 2018     | Primera A         | Junior 2-1 Independiente Medellín | Tiro libre | David González  |
| 7  | 2 de mayo de 2019        | Primera A         | Junior 1-1 Alianza Petrolera      | Tiro libre | Ricardo Jerez   |
| 8  | 17 de septiembre de 2020 | Copa Libertadores | Junior 2-1 Barcelona              | Tiro libre | Javier Burrai   |
| 9  | 30 de enero de 2021      | Primera A         | Junior 2-1 América de Cali        | Tiro libre | Joel Graterol   |
| 10 | 30 de marzo de 2021      | Primera A         | Junior 1-0 Jaguares               | Tiro libre | José Chunga     |
| 11 | 17 de octubre de 2021    | Primera A         | Junior 2-1 Jaguares               | Tiro libre | Pablo Mina      |
| 12 | 6 de noviembre de 2022   | Primera A         | Junior 3-4 Deportivo Pereira      | Penal      | Harlen Castillo |
| 13 | 26 de marzo de 2023      | Primera A         | Junior 2-2 Unión Magdalena        | Penal      | Ramiro Sánchez  |

## Estadísticas como entrenador
| Equipo                    | Div.  | Temporada | Liga | Liga | Liga | Liga | Liga |    | Copa | Copa | Copa | Copa |   | Internacional | Internacional | Internacional | Internacional | Internacional |   | Otros | Otros | Otros | Otros |   | Totales     | Totales | Totales | Totales | Totales | Totales | Totales | Totales | Totales |
| Equipo                    | Div.  | Temporada | PD   | G    | E    | P    | Pos. | PD | G    | E    | P    | PD   | G | E             | P             | Pos.          | PD            | G             | E | P     | PD    | G     | E     | P | Rendimiento | GF      | GC      | Dif.    |         |         |         |         |         |
| ------------------------- | ----- | --------- | ---- | ---- | ---- | ---- | ---- | -- | ---- | ---- | ---- | ---- | - | ------------- | ------------- | ------------- | ------------- | ------------- | - | ----- | ----- | ----- | ----- | - | ----------- | ------- | ------- | ------- | ------- | ------- | ------- | ------- | ------- |
| Real Cartagena · Colombia | 2.ª   | 2024-F    | 16   | 11   | 1    | 4    | 1/2  | 1  | 1    | 0    | 0    | -    | - | -             | -             | -             | -             | -             | - | -     | 17    | 12    | 1     | 4 | 72.55%      | 25      | 13      | +12     |         |         |         |         |         |
| Real Cartagena · Colombia | 2.ª   | 2025-A    | 11   | 5    | 2    | 4    | Inc. | -  | -    | -    | -    | -    | - | -             | -             | -             | -             | -             | - | -     | 11    | 5     | 2     | 4 | 51.51%      | 19      | 17      | +2      |         |         |         |         |         |
| Real Cartagena · Colombia | Total | Total     | 27   | 16   | 3    | 8    | -    | 1  | 1    | 0    | 0    | -    | - | -             | -             | -             | 0             | 0             | 0 | 0     | 28    | 17    | 3     | 8 | 64.28%      | 44      | 30      | +14     |         |         |         |         |         |
| 1. 2. 3.                  |       |           |      |      |      |      |      |    |      |      |      |      |   |               |               |               |               |               |   |       |       |       |       |   |             |         |         |         |         |         |         |         |         |

### Resumen estadístico
| Competición         | Partidos | Ganados | Empatados | Perdidos | Rendimiento | Mejor resultado |
| ------------------- | -------- | ------- | --------- | -------- | ----------- | --------------- |
| Categoría Primera B | 27       | 16      | 3         | 8        | 62.96%      | Semifinales     |
| Copa Colombia       | 1        | 1       | 0         | 0        | 100%        | Tercera ronda   |
| TOTAL               | 28       | 17      | 3         | 8        | 64.28%      | Sin títulos     |

## Palmarés

### Como jugador

#### Campeonatos nacionales
| Título                | Equipo   | País     | Año  |
| --------------------- | -------- | -------- | ---- |
| Campeonato Uruguayo   | Nacional | Uruguay  | 2005 |
| Torneo Finalización   | Junior   | Colombia | 2011 |
| Copa Colombia         | Junior   | Colombia | 2015 |
| Copa Colombia         | Junior   | Colombia | 2017 |
| Torneo Finalización   | Junior   | Colombia | 2018 |
| Superliga de Colombia | Junior   | Colombia | 2019 |
| Torneo Apertura       | Junior   | Colombia | 2019 |
| Superliga de Colombia | Junior   | Colombia | 2020 |

#### Distinciones individuales
| Distinción                                                      | Equipo | Año  |
| --------------------------------------------------------------- | ------ | ---- |
| Equipo ideal de la DIMAYOR                                      | Junior | 2018 |
| Futbolistas extranjeros más influyentes de la década (Colombia) | Junior | 2019 |
| Jugador de Junior con más partidos jugados en la historia (627) | Junior | 2019 |
| Once ideal del año - Acolfutpro                                 | Junior | 2019 |
| Equipo ideal de la DIMAYOR                                      | Junior | 2020 |